# Get Hyper
Get Hyper ist ein Lied des britischen Produzenten Droideka. Es kann dem Genre Drum and Bass zugeordnet werden und erschien erstmals im Juli 2011, eine überarbeitete Version Januar 2013. März 2013 wurde zudem eine Remix-EP publiziert, auf der neben dem normalen Track eine VIP-Version, ein Dubstep-Remix sowie ein Trap-Remix enthalten sind.

## Hintergrund
„Get Hyper“ wurde ursprünglich am 23. Juli 2011 auf dem YouTube-Promotions-Channel ByeByeCopyright veröffentlicht. Am 27. August 2012 verwendete der bekannte YouTuber KSIOlajidebt (bürgerlich Olajide Olatunji) den Song in seinem Video „Q&A Sunday | BEST WISHES EVER!!!“, anschließend fand das Lied einige weitere Male bei ihm Verwendung. Infolgedessen wurde der Track populärer und Droideka entschied sich dazu, ihn zu überarbeiten. Ab dem 4. Januar 2013 war die neue Version auf Droidekas YouTube-Channel anhörbar, als Single war sie ab dem 22. Januar erhältlich.

## Musikvideo
Das offizielle Musikvideo erschien am 6. März 2013 auf Olatunjis YouTube-Channel. Es zeigt verschiedene Personen und überwiegend ihn selbst zum Song tanzend. Droideka ist nur an wenigen Stellen zu sehen. Bis August 2013 erreichte es etwa 4,4 Millionen Aufrufe.

## Rezeption

### Charts
„Get Hyper“ konnte in die irischen und in die britischen Charts gelangen. In Irland kam das Lied am 7. Februar 2013 auf Platz 89, eine Woche später war es dort nicht mehr in der Hitparade vertreten. In den UK Top 40 blieb es insgesamt sieben Wochen, die Höchstplatzierung war Platz 29.

### Kritik
Scott Mills von BBC Radio 1 erklärte „Get Hyper“ vom 25. Februar 2013 bis zum 3. März 2013 zum „Big Thing“ („große Sache“) der Woche. Ein Autor von b2control.com schrieb, der Track wäre „sofort mitreißend, voller purer Energie und Schwung, zum Tanzen geeignet, und um es einfach zu sagen, brillant.“ („Droideka debut release ‘Get Hyper’ is aninstantly catchy, old skool inspired drum and bass roller […], it is full of raw energy and swing and ultimately danceable; put quite simply, it is brilliant.“) London Elektricity (Tony Colman) war von „Get Hyper“. nicht überzeugt: „Grade den neuen Droideka-Track angehört. Ich war kurz davor, es alles zu beenden, als ich, dem Himmel sei Dank, das neue Seba-Album zugeschickt bekommen habe.“ („just heard me the Droideka track. I was just about to end it all when, thank heavens, i was emailed the new Seba album.“)